# Дюпон, Пьер (политик)
Пьер Дюпон (фр. Pierre Dupong; 11 января 1885 — 23 декабря 1953) — люксембургский политик и государственный деятель. Он был 16-м премьер-министром Люксембурга, занимая этот пост в течение шестнадцати лет с 11 мая 1937 года до своей смерти 23 декабря 1953 года. Он основал Христианско-социальную народную партию (CSV) в качестве основной консервативной партии после Второй мировой войны, будучи одним из основателей партии правых (PD) в 1914 году.
В 1940—1944 годах, в период оккупации Люксембурга нацистской Германией, возглавлял люксембургское правительство в изгнании в Монреале. Он также инициировал отправку люксембургских солдат в рамках миссии ООН во время Корейской войны.